# Fortis
Fortis — компания, занимавшаяся банковским и страховым делом, а также управлением капиталовложениями. В 2007 году компания входила в десятку крупнейших бизнесов в мире, но большая часть компании была распродана по частям в 2008 году.
Местом базирования компании были страны Бенилюкса. Fortis оказывала банковские услуги как физическим лицам, так и организациям, занималась страхованием жизни, здоровья и собственности. Страховые продукты продавались через независимых агентов и брокеров, специалистов по финансовому планированию и филиалы банка Fortis. Акции компании выставлялись на торги в отделениях биржи Euronext в Брюсселе и Амстердаме, а также на люксембургской бирже.
Название «Fortis» всё ещё используется проданными частями компании. Оно будет продолжать использоваться для бельгийских частей компании, проданных BNP Paribas, но для голландских отделов со временем название будет изменено.
Основана компания в 1990 году.